# Ann Morrison
Ann Morrison (Sioux City, 9 aprile 1956) è un'attrice statunitense.

## Biografia
Ha recitato in diversi musical, tra cui Merrily We Roll Along (Broadway, 1981; Theatre World Award), Anyone Can Whistle (Los Angeles, 1986), Chess (Long Island, 1990), Sunset Boulevard (Wichita, 2011) e LoveMusik (Broadway, 2011).
È stata sposata dal 1982 al 1992 con Blake Walton e nel 1985 la coppia ha avuto un figlio, Huck Walton.

## Filmografia

### Televisione
- Giudice di notte (Night Court) - serie TV, 1 episodio (1989)